# David Julius
David Jay Julius (Brighton Beach, 4 novembre 1955) è un fisiologo statunitense, vincitore del premio Nobel per la medicina nel 2021 assieme ad Ardem Patapoutian.

## Biografia
Nato nel 1955 a Brighton Beach, quartiere di Brooklyn, si è laureato in Biologia nel 1977 al MIT di Boston. Nel 1984 ha conseguito il dottorato in Biochimica presso l'Università di Berkeley. È docente all'Università della California, San Francisco.
È membro di numerosi istituti come la Accademia nazionale delle scienze o la National Academy of Arts and Sciences.
Ha vinto il Shaw Prize in Life Science and Medicine nel 2010 e il Breakthrough Prize in Life Sciences nel 2020.